# Joachim Schlüchtermann
Joachim (Jochen) Schlüchtermann (* 17. September 1928 in Goslar; † 9. April 2016 in Laatzen) war ein deutscher Politiker, Journalist und Sporthistoriker.

## Leben
Nach kurzem Einsatz am Ende des Zweiten Weltkriegs und einem Intermezzo als Vogelzähler auf einer Nordseeinsel absolvierte er ein Volontariat bei der Goslarschen Zeitung. Als Hockeyspieler, Skilangläufer und Skispringer wurde er einerseits als Sportjournalist eingesetzt und als engagierter Demokrat, der sich schon bald der FDP anschloss, berichtete er zunächst über Lokal-, später Landespolitik. Er wechselte von der gedruckten Presse zum Fernsehen und war u. a. der Leiter des Studios Bonn des ZDF. Von hier kehrte er nach Hannover zur Neuen Presse zurück, wo er u. a. für die Titelseite zuständig war. Als Vorsitzender des Landesfachausschusses Sportpolitik gehörte er jahrzehntelang dem Landesvorstand der FDP an.
Als die FDP in eine Koalitionsregierung mit der CDU unter Ministerpräsident Ernst Albrecht eintrat, wurde Schlüchtermann der stellvertretende Pressesprecher der Landesregierung. Auch als die FDP der Landesregierung nicht mehr angehörte, konnte er diese Position behalten. 1980 wurde er Abteilungsleiter für Medien in der Landeszentrale für politische Bildung.
Von 1984 bis 1993 war er Lehrbeauftragter für Sportjournalismus am Institut für Sportwissenschaften der Universität Göttingen und baute dort mit Arnd Krüger und Peter Krohn den Studienschwerpunkt Sportjournalismus auf. Hierzu schuf er u. a. eine Lehrredaktion, die die noch heute bestehende Zeitschrift Seitenwechsel aufbaute. Von 1990 bis 2012 war er Mitglied des Wissenschaftlichen Beirats des Niedersächsischen Instituts für Sportgeschichte. Durch seine zahlreichen Kontakte entstanden sowohl die Ausstellung zum 50. Jubiläum des Landessportbundes Niedersachsen als auch die Schrift 750 Jahre Sport in Hannover. 2014 wurde er mit dem Dr. Bernhard-Zimmermann-Preis für seine Verdienste um die Sportgeschichte geehrt und 2016 wurde er als erster Sportjournalist in die Ehrengalerie des Niedersächsischen Sports aufgenommen.

## Werke
- Joachim Schlüchtermann: Stichwort Gorleben. Hannover: Niedersächsische Landeszentrale für politische Bildung, 1980.
- Joachim Schlüchtermann und Wilfried Wiedemann: Nationalsozialismus im Alltag: Beispiele und Materialien aus der Bildungsarbeit. Hannover: Niedersächsische Landeszentrale für politische Bildung, 1981.
- Joachim Schlüchtermann: Politischen Bildung. Gradwanderung zwischen Anpassung und politischer Provokation. Direktor Ebbinghausen nahm Abschied. Das Parlament, Berlin: Dt. Bundestag. 1981, 6. Juni, S. 12, 0031-2258.
- Detlef Endeward, Fritz Mauss und Joachim Schlüchtermann: Wolfenbüttel nach ’45 Eine Stadt erzählt ihre Nachkriegsgeschichte. Hannover: Niedersächsische Landeszentrale für politische Bildung, 1986.
- Joachim Schlüchtermann: Projekte zur politischen Bildung: Schülerwettbewerb des niedersächsischen Landtages 1981 und 1982. Hannover: Niedersächsische Landeszentrale für politische Bildung, 1985.
- Dieter Brosius und Joachim Schlüchtermann. 	Niedersachsen : Jahre des Aufbaus. 1946–1949. Hannover: Niedersächsische Landeszentrale für politische Bildung, 1986.